# Don Page
Don Nelson Page (Bethel, 31 dicembre 1948) è un fisico canadese.

## Carriera
Il lavoro di Page si concentra sulla cosmologia quantistica e sulla fisica gravitazionale teorica, fu lo studente di dottorato dell'eminente professor Stephen Hawking, oltre a pubblicare diversi articoli di giornale con lui.
Page ottenne il BA al William Jewell College negli Stati Uniti nel 1971, conseguendo un MS nel 1972 e un dottorato nel 1976 al Caltech, e In seguito a Cambridge nel 1978.
La sua carriera professionale iniziò come assistente di ricerca a Cambridge dal 1976 al 1979, assistente alla Penn State dal 1979 al 1983, e poi professore associato presso la Penn State fino al 1986, prima di assumere il titolo di professore nel 1986. Page restò per altri quattro anni alla Penn State prima di trasferirsi per diventare professore all'Università dell'Alberta in Canada nel 1990.